# Renata Flores
Renata Flores (Cidade do México, 28 de agosto de 1949 — Cidade do México, 9 de fevereiro de 2024) foi uma atriz mexicana. Conhecida no Brasil pelas novelas Desprezo, Chispita, Rosa Selvagem, Cuidado com o Anjo, Mar de Amor.

## Carreira

### Telenovelas
- Amores verdaderos (2012-2013) .... Imperia
- Triunfo del amor (2011) .... Celadora
- Mar de amor (2009-2010) .... Simona
- Cuidado con el ángel (2008-2009) .... Martirio
- Fuego en la sangre (2008) .... Petra
- Lola, érase una vez (2007-2008) .... Selma
- Peregrina (2005-2006) .... Divina
- Rebelde (2004) .... Artemisa
- ¡Vivan los niños! (2002-2003) .... Segismunda Verruguita
- Carita de ángel (2000).... Inspectora Pantaleona Malacara
- Rosalinda (1999) .... Zoila Barriga
- La usurpadora (1998) .... Estela
- Sin ti  (1997)
- El alma no tiene color (1997) .... Celadora Justina
- Los hijos de nadie (1997) .... La maestra
- Mi querida Isabel (1996-1997) .... Endolina
- Carrusel de las Américas (1992) .... Martirio Solís
- Rosa salvaje (1987-1988) .... Leopoldina
- Sí, mi amor (1984-1985) .... Edith
- Chispita (1982-1983) .... Srta. Irene
- J.J. Juez (1979-1980) .... Irena
- Rina (1977-1978) .... Renata
- Marcha nupcial (1977) .... Georgina
- Barata de primavera (1975)
- Juventud divino tesoro (1968) .... Concha
- Gente sin historia (1967) .... Cristina

### Cinema
- Confesiones de una adolescente (1970) .... Silvia

### Séries
- Mujer, casos de la vida real (2002-2005) .... Vários episódios